# Yaeyamaöarna

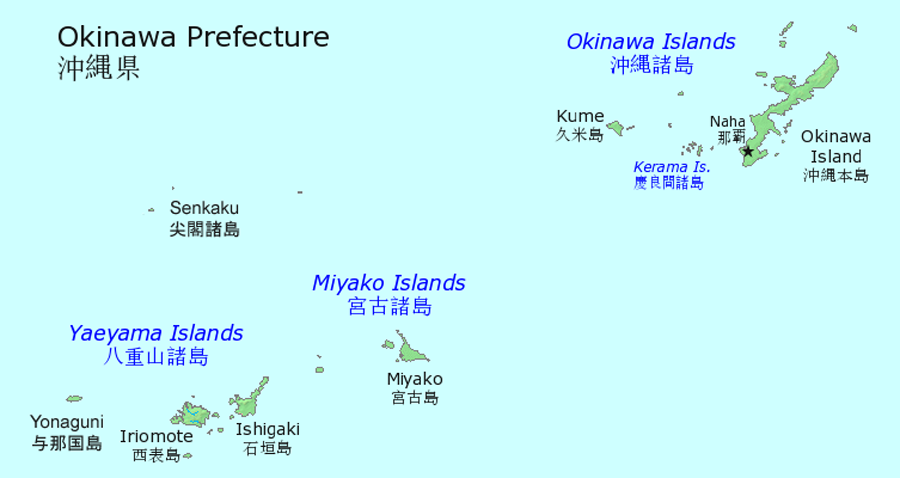
Lägeskarta

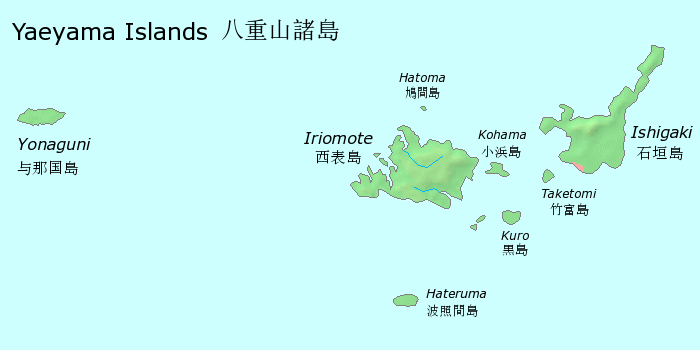
Yaeyamaöarna

Yaeyamaöarna (japanska (八重山諸島; Yaeyama-shotō eller Yaeyama-rettō ) är en ögrupp bland Ryukyuöarna i nordvästra Stilla havet som tillhör Japan. 

## Geografi
Yaeyamaöarna ligger ca 425 kilometer sydväst om Okinawaöarna och cirka 125 kilometer öster om Taiwans norra spets.
Öarna är av vulkaniskt ursprung och har en areal om ca 590 km². Den högsta höjden är Mount Omotodake på cirka 525 m ö.h. och ligger på huvudön. Ögruppen består av 14 öar:
De större öarna är:
- Ishigaki - 石垣島 huvudön, ca 229 km².
- Hateruma-jima
- Iriomote - 西表島
- Yonaguni - 与那国

samt de mindre öarna:
- Atoku-jima
- Hatoma-jima
- Kamichi Aragusuku
- Kayama-jima
- Kohama-jima
- Kuro-shima
- Shimochi Aragusuku
- Taketomi-jima
- Ubanari-shima
- Yubu-shima

Ögruppen utgör tillsammans med Miyakoöarna och Senkaku-öarna den större ögruppen Sakishimaöarna.
Befolkningen uppgår till cirka 53 000 (2022), varav cirka 48 000 bor i stadskommunen Ishigaki som omfattar huvudön med samma namn samt de omtvistade Senkakuöarna. Resten av ögruppen utgör distriktet Yaeyama-gun som består av landskommunerna Yonaguni på ön med samma namn samt Taketomi som omfattar övriga öar, bland annat ön Taketomi-jima.

## Historia
Ögruppen ingår i Okinawaöarna som alltid har varit ett viktigt handelscentrum i regionen. Öarna utgjorde mellan 1300-talet och 1800-talet ett oberoende kungadöme, Kungariket Ryukyu. Riket hade kontakter inte bara med grannarna Japan och Kina, utan också med exempelvis Borneo och Java. Sin självständighet behöll riket genom att betala tribut (brandskatt) till ömsom Kina, ömsom Japan.
1879 införlivades riket i Japan, och blev länet Okinawa.
Under andra världskriget utspelade sig våren 1945 ett av de största och betydande slagen i Stilla havet (Slaget om Okinawa) här. Området ockuperades sedan av USA som förvaltade öarna fram till 1972 då de återlämnades till Japan.
Den 1 oktober 2005 infördes den nuvarande förvaltningsstrukturen med distrikt och stad.